# ان‌جی‌سی ۲۱۷
ان‌جی‌سی ۲۱۷ (انگلیسی: NGC 217) نام یک کهکشان مارپیچی در صورت فلکی نهنگ است.